# Graham Russell
Graham Cyril Russell (Arnold, 11 giugno 1950) è un cantautore e chitarrista britannico.
Nel 1975, insieme a Russell Hitchcock, ha fondato il gruppo Air Supply in Australia. Il duo ha lavorato assieme per i successivi anni producendo diversi brani e album di successo.
Nel 2007 ha pubblicato un album solista dal titolo The Future.